# Батищев, Генрих Степанович
Ге́нрих Степа́нович Бати́щев (21 мая 1932 — 31 октября 1990) — советский философ, доктор философских наук (1989).

## Биография
Сын Степана Петровича Батищева. Родился в Казани. В 1944 г. вместе с родителями переехал в Москву, где жил и работал до конца жизни.
В 1950 году поступил в Московский государственный экономический институт, через год перешёл на философский факультет МГУ им. М. В. Ломоносова, который окончил в 1956 году. Ученик Э. В. Ильенкова.
C 1959 по 1962 год — аспирант кафедры философии Московского института народного хозяйства им. Г. В. Плеханова. В 1962 году защитил кандидатскую диссертацию «Категория диалектического противоречия в познании». С того же года и до конца жизни работал старшим научным сотрудником Института философии АН СССР. В 1989 году защитил докторскую диссертацию «Диалектический характер творческого отношения человека к миру».
В 1977 принял православие, при крещении получил имя Иоанн. Был воцерковлен: посещал службы, исповедовался и причащался, выполнял наставления своего духовного отца — старца Псково-Печерского монастыря, был похоронен по православному обряду.

## Оценки современников
По мнению Г. Л. Тульчинского Батищев

… был, пожалуй, самым глубоким советским философом — из официальных философов профессиональной тусовки. Ученик Ильенкова — он даже его быстро перерос. Маркса он знал по первоисточникам и блестяще. Одним из первых заговорил о деятельности. Но перерос и деятельностный подход. Пришёл к Богу. И оставаясь в русле традиционной советской терминологии разрабатывал, в общем-то, нетривиальную и глубокую философию бытия как сотворчества. Фактически, он через Маркса пришёл к Буберу и Бахтину, но в совдеповской терминологии и системно.— 
В. А. Лекторский вспоминал:

«В 1983 г. нашим директором был Георгий Лукич Смирнов. Хороший человек, который к нам хорошо относился. Очередная аттестация. А с Генрихом всякие истории были и до этого. Он одно время был на грани вылета из Института. И вот очередная аттестация сотрудников в 1983 г. Меня вызывают в партбюро Института, и секретарь партбюро говорит: „А я не подпишу характеристику на Батищева“. — „Почему?“ — „Пока подписывать не буду“. Я не могу ничего понять. Вроде бы никаких происшествий с Батищевым в последнее время не было. Решил, что это какое-то недоразумение. Проходит неделя. Я в Институте, Генрих тоже. И вдруг в сектор входит секретарь директора: „Вас и Генриха Степановича вызывает к себе директор“. Мы пошли. Сидит Смирнов, сидит секретарь партбюро. И начинается какой-то туманный, странный разговор. Я никак не могу понять, к чему все это. Георгий Лукич Смирнов какие-то чудные вопросы задает Генриху: „А чем Вы занимаетесь? Какие обсуждаете вопросы? С кем?“ — „Ну да, обсуждаю разные философские, есть люди, которые интересуются моими идеями“. А у него всегда был кружок адептов. Вдруг такой вопрос: „А среди Ваших, тех, с кем Вы беседуете, есть священнослужители?“ Генрих помялся: „Ну да, есть такие тоже“. — „Вы с ними тоже философские вопросы обсуждаете?“ — „Да, тоже“. — „И с каких же позиций? Надеюсь, с материалистических?!“ Генрих что-то замычал, понять ничего нельзя. Потом другие вопросы, все вокруг да около. И тут я начинаю понимать, до меня доходит, к чему все эти вопросы. То, что Генрих стал религиозным человеком, я знал давно. Он прямо не писал на религиозные темы, зашифровывал свою позицию, но те, кто знал о его взглядах, могли понять, что скрывалось за словами о „глубинном общении“ и о „беспредельной диалектике Универсума“. Сначала Генрих был рьяным марксистом в духе раннего Маркса, потом сторонником Рериха, а в конце концов, пришел к Православию. И вдруг я понял в ходе беседы в дирекции, что Генрих не просто стал православным, а что он крестился! И мне не сказал! Я ведь должен был знать об этом, так как обычно я был в курсе его дел. А тут он не рассказал! И вот Георгий Лукич, умный человек, на меня так смотрит: он понял, что я догадался, и говорит: „Ну, как, Вы за Генриха Степановича ручаетесь?“ — „Да, ручаюсь“. — „Ну, не будем плодить диссидентов!“ И все подписал»
— 

## Семья
Был женат несколько раз:
- Первый брак с Галиной Максимовной Бойко-Баба: сын — Максим (род. 1958, предприниматель).
- Второй брак с Натальей Петровной: дочь — Янина (род. 1977), математик[7][8], сыновья — Николай (род. 1979) и Степан (род. 1981).
- Третий брак с Натальей Владимировной.

## Список работ
- Противоречие как категория диалектической логики. М., 1963
- Деятельностная сущность человека как философский принцип. Проблема человека в современной философии. М., 1969 (часть этой работы опубликована в 1968 на нем. и англ. языках)
- The problem of the Universal: it’s histoiic-cultural meaning. Philosophical investigations in the USSR. Boston, 1975
- Диалектика и смысл творчества: к критике антропоцентризма. Диалектика рефлексивной деятельности и научное познание. Ростов-на-Д., 1983
- Нравственный смысл диалектики. Диалектика и этика. Алма-Ата, 1983
- Диалектика творчества. (Депонир.). М., 1984
- Самопознание человека как культурно-созидательного существа. Культура и человек. М., 1984
- Особенности культуры глубинного общения. Диалектика общения. М., 1987
- Безусловные ценности и творческое отношение человека к миру: творчество в исследовании и творчество в духовном искании
- Человек, деятельность, творчество, стиль мышления. Симферополь, 1987
- Humanitarisation and axiologisation of knowledge. VII International LMPS congress. M., 1987
- Творчество и новое педагогическое мышление: от диалектики межсубъектности к проекту системы обновления воспитательных процессов. Творчество и педагогика. М., 1988
- Укорененность и плодотворность. Гармонизация системы «человек — природа». М., 1989
- Неисчерпанные возможности и границы применимости категории деятельности. Деятельностный подход в плену суб-станциализма. Не деянием единым жив человек. Деятельность: теории, методология, проблемы. М., 1990
- Познание, деятельность, общение. Теория познания. Социально-культурная природа познания. М., 1991
- Познание и творчество. М., 1991
- Найти и обрести себя. Особенности культуры глубинного общения // Вопросы философии, 1995, № 3
- Введение в диалектику творчества. (Серия «Философы России XX века»). СПб., 1997